# Constantino Constantinovich da Rússia
Constantino Constantinovich da Rússia (em russo: Константи́н Константи́нович; São Petersburgo, 22 de agosto de 1858 – São Petesburgo, 15 de junho de 1915), foi um Grão-Duque da Rússia, neto do czar Nicolau I da Rússia, poeta e dramaturgo de renome. Era mais conhecido pelo nome com que assinava as suas obras, “KR”, derivado das iniciais do seu nome e apelido em russo, Konstantín Romanov.

## Primeiros anos
Sendo o quarto filho do grão-duque Constantino Nikolaevich da Rússia e da sua esposa, a princesa Alexandra de Saxe-Altemburgo, Constantino nasceu no Palácio de Constantino em Strelna no dia 22 de agosto de 1858. A mais conhecida das suas irmãs foi a grã-duquesa Olga Constantinovna da Rússia que, em 1867, se tornou rainha-consorte da Grécia ao casar-se com o rei Jorge I dos Helenos.
Desde o principio da sua infância que KR se interessava mais pelas letras, artes e música do que na educação militar exigida para os membros masculinos da família Romanov. Mesmo assim, foi enviado para servir na Marinha Imperial Russa, na qual se sentiu insatisfeito e abandonando-a para se juntar ao Regimento Izmailovsky da Guarda Imperial onde se distinguiu. Durante toda a sua vida, lutou por conciliar a sua homossexualidade com as suas crenças ortodoxas e relações sociais menos toleráveis.

## Casamento e descendência

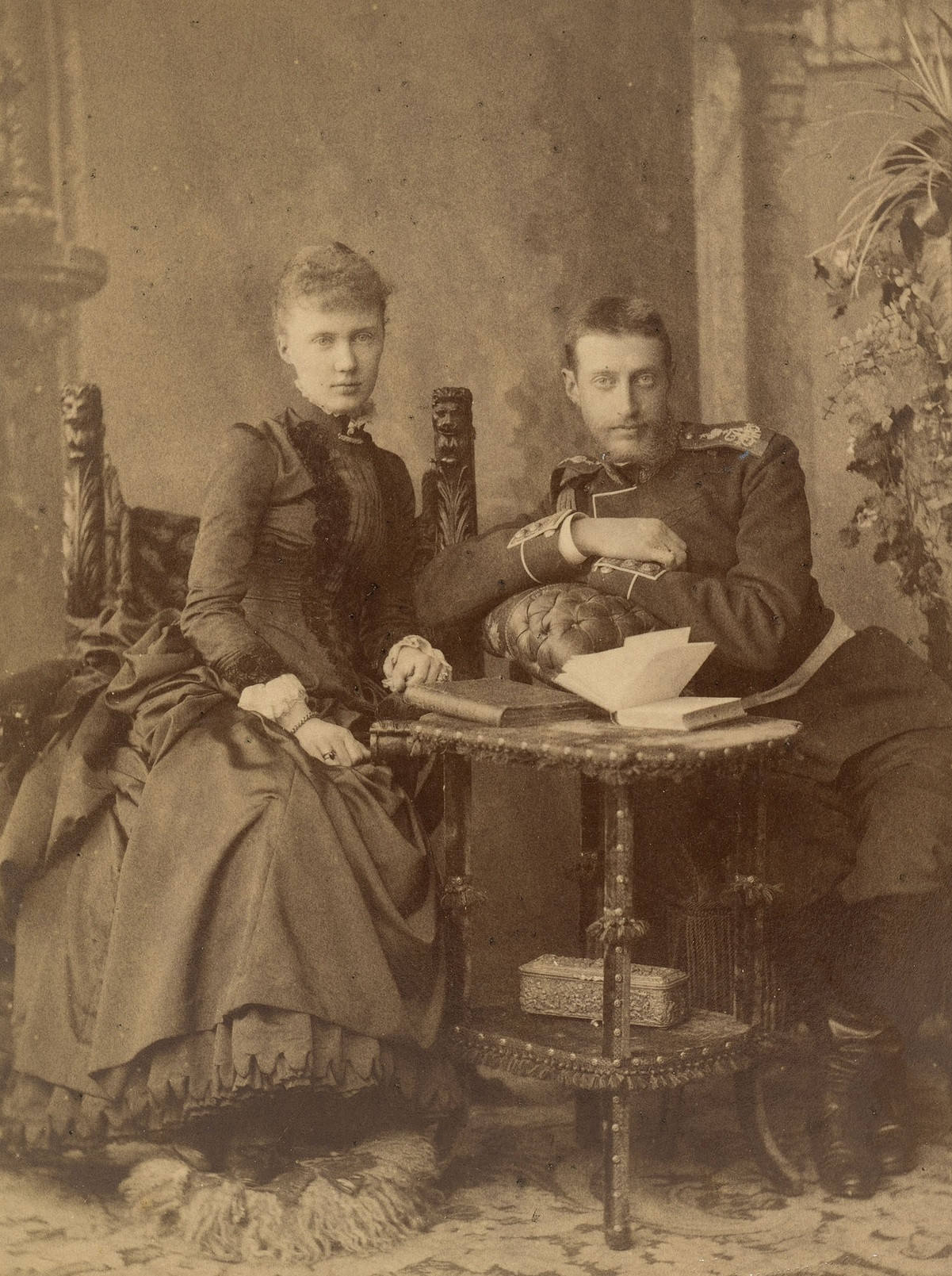
Constantino com a sua esposa Isabel

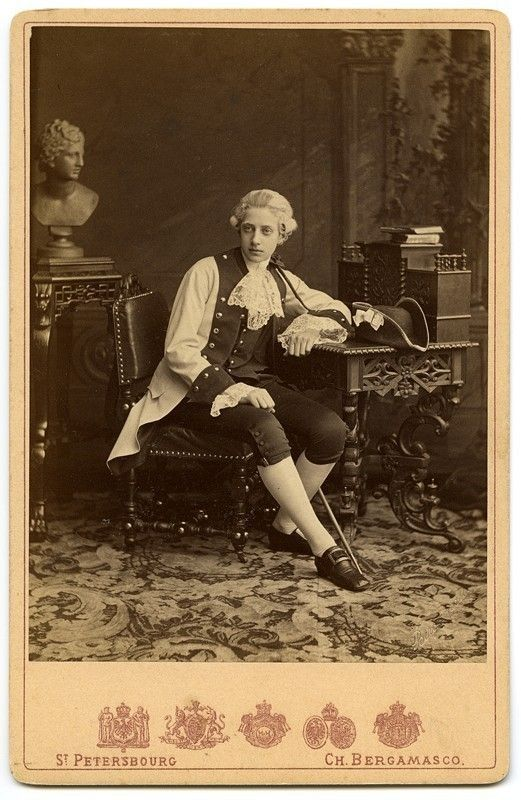
Constantino Constantinovich como Mozart, 1880

Apesar da sua homossexualidade, Constantino acreditava que tinha de colocar os deveres para com a família imperial em primeiro lugar, por isso casou-se em 1884 com a princesa Isabel de Saxe-Altemburgo, sua prima em segundo grau. Após o casamento, ao converter-se à religião ortodoxa, Isabel mudou o nome para Isabel Mavrikievna, sendo conhecida na família por “Mavra”.
O casal teve, ao todo, nove filhos.
O seu filho mais velho, o príncipe João Constantinovich da Rússia, casou-se em 1911 com a princesa Helena da Sérvia (filha do rei Pedro da Sérvia). A princesa Tatiana Constantinovna da Rússia casou-se com o príncipe Bagration-Muhransky, um príncipe georgiano, no mesmo ano. O casamento de Tatiana foi morganatico, mas foi aprovado pelo czar Nicolau II da Rússia e, por isso, válido aos olhos da Igreja Ortodoxa e da casa imperial.
Os filhos de Constantino foram os primeiros membros da família Romanov a cumprir a nova lei da família promulgada pelo imperador Alexandre III que concedia os títulos de grão-duque e grã-duquesa apenas aos membros que fossem filhos ou netos na linha masculina de um czar. Os bisnetos e restantes descendentes passariam a receber apenas o título de príncipe ou princesa da Rússia. Esta lei foi aprovada com o objectivo de baixar as despesas da família imperial, uma vez que o governo era obrigado a pagar um rendimento aqueles que possuíssem o título de grão-duque.
Segundo testemunhas, Constantino era dedicado à sua esposa e filhos. A família vivia no Palácio de Pavlovsk, nos arredores de São Petersburgo.

## Vida pública

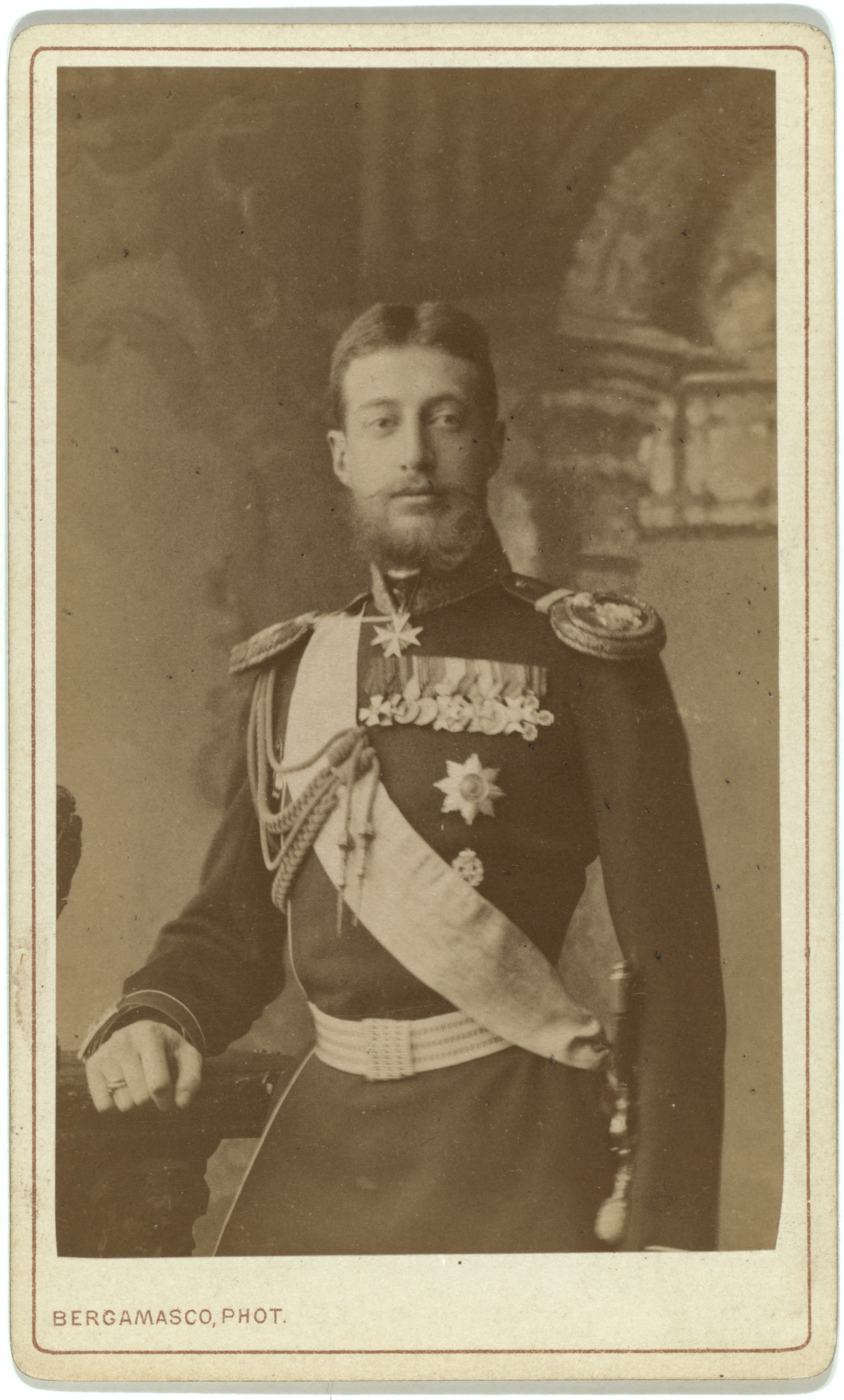
Constantino Constantinovich na sua juventude

Constantino era tanto um mecenas da arte russa como um artista independente. Um pianista talentoso, o grão-duque era chefe da Sociedade Musical Russa e tinha Tchaikovsky entre os seus amigos mais próximos. Mas, antes de tudo, era um homem das letras. Fundou várias sociedades literárias russas, traduziu várias obras estrangeiras (incluindo Schiller e Goethe) para russo e tinha um orgulho especial na sua tradução de Hamlet, de William Shakespeare. Tornando-se num poeta reconhecido, bem como dramaturgo de renome, Constantino também se interessou na encenação das suas peças, chegando mesmo a representar o papel de José de Arimatéia na sua última peça, “O Rei dos Judeus”.
O eslavofilismo artístico do grão-duque, bem como a sua devoção ao dever fizeram com que se tornasse uma figura adorada tanto pelo czar Alexandre III como pelo seu sucessor, Nicolau II. O último czar da Rússia nomeou-o Presidente da Academia Russa das Ciências e, mais tarde, chefe de todas as escolas militares. Constantino e a sua esposa estavam entre os poucos membros da família Romanov que Nicolau e a sua esposa Alexandra Feodorovna estimavam, admirando a sua devoção à família que deferia do estilo de vida imoral de outros grão-duques.
Era também um amigo chegado da grã-duquesa Isabel Feodorovna e escreveu-lhe um poema onde exprimiu a admiração que sentiu por ela quando a antiga princesa de Hesse chegou à Rússia pela primeira vez para se casar. Foi também um dos poucos membros da família imperial a ir a Moscovo para assistir ao funeral do marido de Isabel, o grão-duque Sérgio Alexandrovich da Rússia que tinha sido assassinado por uma bomba terrorista.

## Vida privada
Por muito exemplar, dedicada e até conservadora que fosse a vida pública de Constantino, o seu tumultuo pessoal era intenso. Se não fosse a publicação dos diários cândidos muito depois da sua morte, o mundo nunca teria sabido que o mais puritano dos grão-duques e pai de nove filhos, era, na verdade, homossexual.

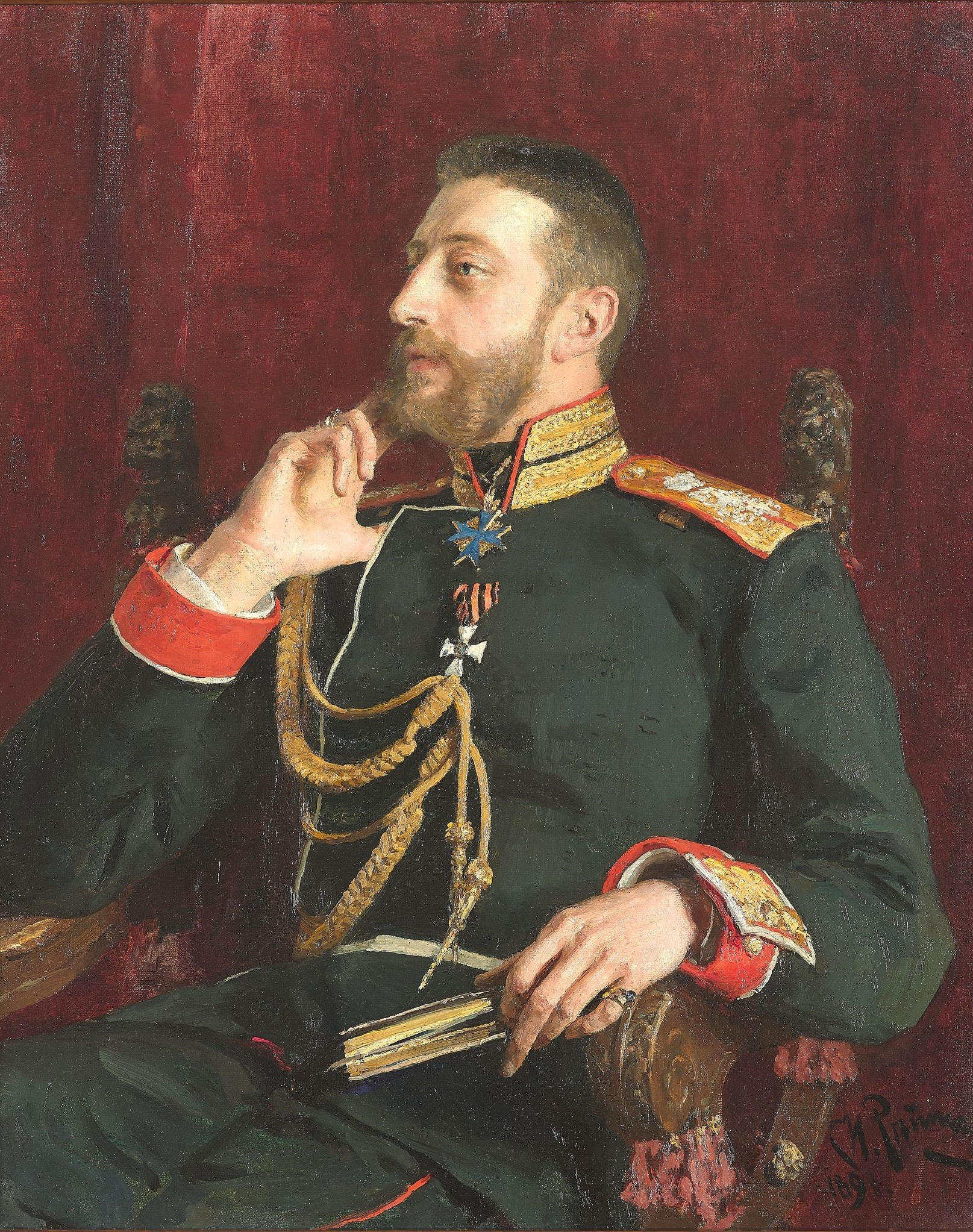
Retrato de Constantino Constantinovich, por Repin

As primeiras experiências homossexuais de Constantino aconteceram quando ele se encontrava na guarda imperial. O grão-duque fez um grande esforço para reprimir os seus sentimentos, mas apesar de amar a sua mulher, não conseguiu resistir às tentações oferecidas pelo seu importante estatuto. Constantino afirmou nos seus diários que, entre 1893 e 1899, se manteve longe da prática a que chamava o seu “pecado principal”. Contudo, após o nascimento do seu sétimo filho, ele tornou-se num cliente habitual dos bordéis masculinos de São Petersburgo. Em 1904, escreveu no seu diário: Ordenei ao meu cocheiro que avançasse e que continuasse o caminho em passo lento junto da casa de banhos. Tinha a intenção de passar por lá sem parar, mas nem sequer tinha chegado à ponte Pevchesky quando voltei para trás e entrei. E assim voltei a render-me, sem muita resistência, às minhas inclinações depravadas. O ciclo de resistência e cedência à tentação é uma constante nos diários de Constantino.
Em finais de 1904, Constantino tornou-se, de certa forma, chegado a um jovem rapaz que se chamava Yatsko e escreveu: Mandei chamar o Yatsko e ele veio esta manhã. Persuadi-o facilmente a ser casto. Foi estranho para mim ouvi-lo descrever características que me são familiares: ele nunca se tinha sentido atraído por uma mulher e teve várias paixonetas por homens. Não lhe confessei que conhecia aqueles sentimentos por experiência própria. O Yatsko e eu conversamos durante muito tempo. Antes de se ir embora beijou-me a face e as mãos. Não o devia ter deixado fazer isto e deveria tê-lo afastado, mas fui castigado mais tarde por uma vaga de vergonha e remorso. Disse-me que, desde que nos conhecemos pela primeira vez, a sua alma tem estado cheia de sentimentos condenáveis em relação a mim que estão sempre a crescer. Como ele me faz lembrar da minha própria juventude. Alguns dias mais tarde os dois voltaram a encontrar-se e começaram uma relação.
Nos últimos anos de vida, Constantino começou a escrever cada vez menos sobre as suas necessidades sexuais, quer por ter chegado à paz de consciência ou pelo avanço natural da idade e fraca saúde.

## Anos de guerra e morte

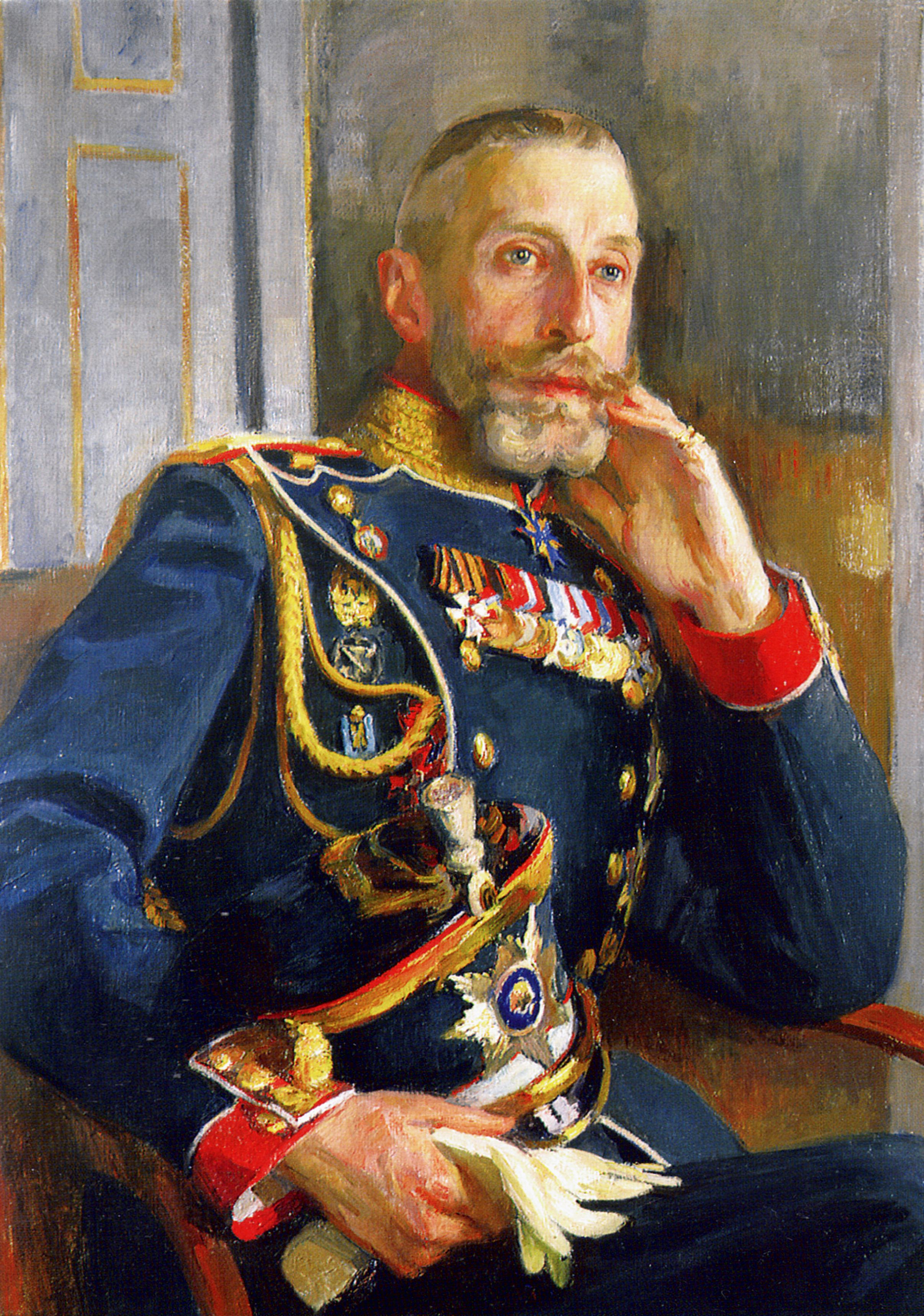
Constantino Constantinovich nos seus últimos anos

Quando rebentou a Primeira Guerra Mundial, Constantino e a sua esposa encontravam-se na Alemanha para onde tinham viajado com o objectivo de tentar melhorar a saúde do grão-duque nas termas de Wildungen. Apanhados em território inimigo, o casal tentou um regresso depressa à Rússia, mas os seus planos foram destruídos pelas autoridades alemãs que diziam que o grão-duque e a mulher eram prisioneiros políticos. A grã-duquesa Isabel Feodorovna enviou uma mensagem ao kaiser e à esposa pedindo ajuda e, eventualmente, Constantino e a esposa tiveram autorização para abandonar a Alemanha e foram levados até à primeira estação russa. Enfraquecido, Constantino teve de fazer o caminho a pé pela frente de combate e, quando chegou a Petrogrado, estava num estado de saúde deplorável.
O primeiro ano de guerra foi particularmente cruel para a família. Cinco dos seus filhos serviram no Exército Russo e, em outubro de 1914, o seu quarto e mais querido filho, o príncipe Oleg Constantinovich da Rússia, foi ferido mortalmente quando lutava contra os alemães. No mês de março seguinte, o seu genro, o príncipe Bagration-Muhransky, casado com a sua filha Tatiana, foi morto na frente de combate do Cáucaso.
A saúde e sanidade de Constantino quebraram-se com estes golpes e ele acabou por morrer no dia 15 de junho de 1915. A sua morte poupou-o do sofrimento horrendo que ainda esperava a sua família após a Revolução Russa de 1917 quando três dos seus filhos foram assassinados pelos bolcheviques.

## Descendência
1. João Constantinovich da Rússia (5 de julho de 1886 – 18 de julho de 1918), casado com a princesa Helena da Sérvia; com descendência. Foi assassinado pelos bolcheviques em consequência da Revolução Russa de 1917.
2. Gabriel Constantinovich da Rússia (15 de julho de 1887 – 28 de fevereiro de 1955), casado primeiro com Antonina Rafailovna Nesterovskaya; sem descendência. Casado depois com a princesa Irina Ivanovna Kurakina; sem descendência.
3. Tatiana Constantinovna da Rússia (23 de janeiro de 1890 – 28 de agosto de 1979), casada primeiro com o príncipe Constantino Alexandrovich Bagration-Mukhransky; com descendência. Casada depois com Alexander Vassilievich Korotchenzov; sem descendência.
4. Constantino Constantinovich da Rússia (1 de janeiro de 1891 – 18 de julho de 1918), assassinado pelos bolcheviques em consequência da Revolução Russa de 1917; sem descendência
5. Oleg Constantinovich da Rússia (27 de novembro de 1892 - [2 de outubro de 1914), morto em combate durante a Primeira Guerra Mundial; sem descendência.
6. Igor Constantinovich da Rússia (10 de junho de 1894 – 18 de julho de 1918), assassinado pelos bolcheviques em consequência da Revolução Russa de 1917; sem descendência
7. Jorge Constantinovich da Rússia (6 de maio de 1903 – 7 de novembro de 1938), nunca se casou e não deixou descendentes.
8. Natalia Constantinovna da Rússia (morreu com dois meses de idade em 1905).
9. Vera Constantinovna da Rússia (24 de abril de 1906 - 11 de janeiro de 2001), nunca se casou e não deixou descendentes.

## Genealogia
| Constantino Constantinovich da Rússia | Pai: Constantino Nikolaevich da Rússia | Avô paterno: Nicolau I da Rússia            | Bisavô paterno: Paulo I da Rússia                        |
| Constantino Constantinovich da Rússia | Pai: Constantino Nikolaevich da Rússia | Avô paterno: Nicolau I da Rússia            | Bisavó paterna: Sofia Dorotéia de Württemberg            |
| Constantino Constantinovich da Rússia | Pai: Constantino Nikolaevich da Rússia | Avó paterna: Carlota da Prússia             | Bisavô paterno: Frederico Guilherme III da Prússia       |
| Constantino Constantinovich da Rússia | Pai: Constantino Nikolaevich da Rússia | Avó paterna: Carlota da Prússia             | Bisavó paterna: Luísa de Mecklemburgo-Strelitz           |
| Constantino Constantinovich da Rússia | Mãe: Alexandra de Saxe-Altemburgo      | Avô materno: José, Duque de Saxe-Altemburgo | Bisavô materno: Frederico, Duque de Saxe-Altemburgo      |
| Constantino Constantinovich da Rússia | Mãe: Alexandra de Saxe-Altemburgo      | Avô materno: José, Duque de Saxe-Altemburgo | Bisavó materna: Carlota Jorgina de Mecklemburgo-Strelitz |
| Constantino Constantinovich da Rússia | Mãe: Alexandra de Saxe-Altemburgo      | Avó materna: Amélia de Württemberg          | Bisavô materno: Luís de Württemberg                      |
| Constantino Constantinovich da Rússia | Mãe: Alexandra de Saxe-Altemburgo      | Avó materna: Amélia de Württemberg          | Bisavó materna: Henriqueta de Nassau-Weilburg            |